# 가을 소나타 (드라마)
《가을 소나타》는 1996년 11월 14일에 방영된 3부작 SBS 특집드라마이다.

## 제작진
- 극본 : 박찬성
- 연출 : 곽영범

## 출연진
- 남일우
- 노주현
- 이영하